# Passierschein (Berliner Mauer)
Als Passierschein wurde ein von der DDR ausgestelltes Schriftstück bezeichnet, das es West-Berlinern nach dem Bau der Mauer zeitweise ermöglichte, den Ostteil der Stadt für einen Tag zu betreten.

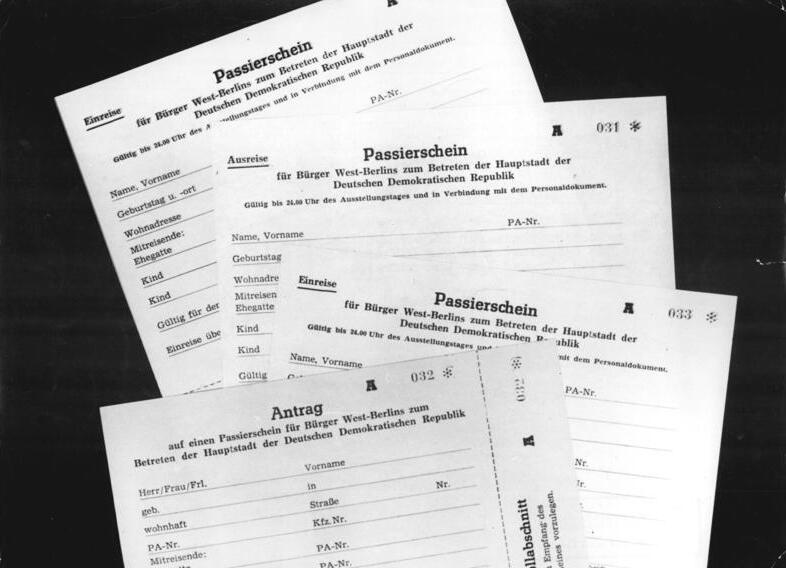
Antragsformular für einen Passierschein und Passierscheine für die Ein- und Ausreise

## Passierscheinabkommen
Die rechtliche Grundlage hierfür bildeten ab Dezember 1963 zeitlich begrenzte Passierscheinabkommen. Dem ersten folgten in den Jahren 1964, 1965 und 1966 drei weitere. Zum Abschluss eines fünften kam es nicht. Ab 1966 stellte die DDR West-Berlinern nur in „Härtefällen“ Passierscheine für Verwandtenbesuche im Ostsektor aus.
Erst ab Juni 1972 ermöglichte den West-Berlinern das Viermächteabkommen über Berlin ein Betreten Ost-Berlins und auch des Territoriums der DDR, das seit 1952 für sie gesperrt gewesen war. Voraussetzung war für die Besucher ein in West-Berlin von der DDR ausgestellter Berechtigungsschein zum Empfang eines Visums der DDR.

## Passierscheinstellen
Die Beantragung der Passierscheine erfolgte in zwölf Passierscheinstellen in West-Berlin, die in Turnhallen eingerichtet waren. Die Entgegennahme der Anträge und die Ausgabe der Passierscheine erledigten dort „Einsatzgruppen“ aus Ost-Berliner Angestellten der Deutschen Post. Das Personal, das nach wenigen Tagen von 83 auf 260 Einsatzkräfte erhöht werden musste, war mit inoffiziellen Mitarbeitern (IM) des Ministeriums für Staatssicherheit (MfS) durchsetzt. Alle Einsatzkräfte waren verpflichtet, sich während ihres Dienstes in West-Berlin konspirativ zu verhalten und sich gegenseitig zu überwachen. Sie unterstanden hauptamtlichen Mitarbeitern des MfS, die sich als „Gruppenleiter“ der Post tarnten. Nach Dienstschluss durften sie ab dem zweiten Passierscheinabkommen nicht in ihre Ost-Berliner Wohnungen zurückkehren, sondern mussten gemeinsam in einem „Objekt“ wohnen, wobei aus den Gruppenleitern „Instrukteure“ geworden waren. Sie agierten in den Quartieren gegenüber ihren vermeintlichen Kollegen weiterhin getarnt. Die IM unter den Postangestellten wurden nicht von den Gruppenleitern bzw. Instrukteuren, sondern von anderen hauptamtlichen Mitarbeitern des MfS geführt.

## Passierscheine
Die Anträge mussten täglich nach Ost-Berlin gebracht werden, um von der Volkspolizei und anschließend vom MfS bearbeitet zu werden. Dann hatten die Antragsteller erneut in West-Berlin ihre jeweilige Passierscheinstelle aufzusuchen, um den ausgestellten Passierschein bzw. eine Absage entgegenzunehmen. Wohnten die zu Besuchenden im Grenzgebiet der Mauer, war ein Treffen mit dem West-Besuch nur außerhalb des Grenzgebiets möglich.